# Estrella de Bessèges 2024
La 54.ª edición de la competición ciclista Estrella de Bessèges (llamado oficialmente: Étoile de Bessèges) fue una carrera de ciclismo en ruta por etapas que se celebró entre el 31 de enero y el 4 de febrero de 2024 en Francia con inicio en la ciudad de Bellegarde y final en la ciudad de Alès, sobre una distancia total de 654,4 km.
La carrera formó parte del UCI Europe Tour 2024, calendario ciclístico de los Circuitos Continentales UCI, dentro de la categoría 2.1. El vencedor fue el danés Mads Pedersen del Lidl-Trek, quien estuvo acompañado en el podio por el francés Kévin Vauquelin del Arkéa-B&B Hotels y el italiano Alberto Bettiol del EF Education-EasyPost, segundo y tercer clasificado respectivamente.

## Equipos participantes
Tomaron parte en la carrera 19 equipos: 7 de categoría UCI WorldTeam invitados por la organización, 8 de categoría UCI ProTeam y 4 de categoría Continental. Formaron así un pelotón de 132 ciclistas de los que acabaron 124. Los equipos participantes fueron:
| WorldTeams (7)- Alpecin-Deceuninck - Arkéa-B&B Hotels - Cofidis - Decathlon-AG2R La Mondiale - EF Education-EasyPost - Groupama-FDJ - Lidl-Trek ProTeams (8)- Bingoal WB - Equipo Kern Pharma - Lotto Dstny - Corratec-Vini Fantini - Team Flanders-Baloise - TotalEnergies - Tudor Pro Cycling Team - Uno-X Mobility Equipos continentales (4)- CIC U Nantes Atlantique - Nice Métropole Côte d'Azur - Saint Michel-Mavic-Auber 93 - Van Rysel-Roubaix |
| |

## Recorrido
La Estrella de Bessèges dispuso de cinco etapas dividido en dos etapas llanas, dos de media montaña, y una contrarreloj individual para un recorrido total de 654,415 kilómetros.
| Etapa     | Fecha     | Recorrido                           | type                    | Distancia (km) | Desnivel (m) | Ganador         | Líder         |
| --------- | --------- | ----------------------------------- | ----------------------- | -------------- | ------------ | --------------- | ------------- |
| 1.ª etapa | 31 de ene | Bellegarde – Bellegarde             | etapa llana             | 160,6          | 518 m        | etapa cancelada |               |
| 2.ª etapa | 1 de feb  | Marguerittes – Rousson              | etapa escarpada         | 163,58         | 2060 m       | Axel Laurance   | Axel Laurance |
| 3.ª etapa | 2 de feb  | Bessèges – Bessèges                 | etapa escarpada         | 161,11         | 2326 m       | Mads Pedersen   | Mads Pedersen |
| 4.ª etapa | 3 de feb  | Méjannes-le-Clap – Méjannes-le-Clap | etapa escarpada         | 158,48         | 1801 m       | Samuel Leroux   | Mads Pedersen |
| 5.ª etapa | 4 de feb  | Alès – Alès                         | contrarreloj individual | 10,645         | 172 m        | Kévin Vauquelin | Mads Pedersen |

## Desarrollo de la carrera

### 1.ª etapa
| Bellegarde - Bellegarde | etapa llana | (160,6 km) |

Etapa cancelada.

### 2.ª etapa
| Marguerittes - Rousson | etapa escarpada | (163,58 km) |

| \| Clasificación de la etapa \| Clasificación de la etapa \| Clasificación de la etapa \| Clasificación de la etapa \| Clasificación de la etapa \| \| Ciclista \| Ciclista \| Equipo \| Tiempo \| \| \| ------------------------- \| ------------------------- \| -------------------------- \| ------------------------- \| ------------------------- \| \| 1.º \| Axel Laurance \| Alpecin-Deceuninck \| 3 h 57 min 10 s \| \| \| 2.º \| Mads Pedersen \| Lidl-Trek \| + 0 s \| \| \| 3.º \| Kévin Vauquelin \| Arkéa-B&B Hotels \| + 0 s \| \| \| 4.º \| Kevin Geniets \| Groupama-FDJ \| + 0 s \| \| \| 5.º \| Rémy Rochas \| Groupama-FDJ \| + 4 s \| \| \| 6.º \| Brent Van Moer \| Lotto Dstny \| + 4 s \| \| \| 7.º \| Benoît Cosnefroy \| Decathlon-AG2R La Mondiale \| + 7 s \| \| \| 8.º \| Alex Baudin \| Decathlon-AG2R La Mondiale \| + 7 s \| \| \| 9.º \| Aurélien Paret-Peintre \| Decathlon-AG2R La Mondiale \| + 7 s \| \| \| 10.º \| Jenno Berckmoes \| Lotto Dstny \| + 11 s \| \| |                        |                            |                 |
| |                        |                            |                 |
| Fuente: ProCyclingStats |                        |                            |                 |
| Clasificación de la etapa |                        |                            |                 |
| Ciclista | Ciclista               | Equipo                     | Tiempo          |
| 1.º | Axel Laurance          | Alpecin-Deceuninck         | 3 h 57 min 10 s |
| 2.º | Mads Pedersen          | Lidl-Trek                  | + 0 s           |
| 3.º | Kévin Vauquelin        | Arkéa-B&B Hotels           | + 0 s           |
| 4.º | Kevin Geniets          | Groupama-FDJ               | + 0 s           |
| 5.º | Rémy Rochas            | Groupama-FDJ               | + 4 s           |
| 6.º | Brent Van Moer         | Lotto Dstny                | + 4 s           |
| 7.º | Benoît Cosnefroy       | Decathlon-AG2R La Mondiale | + 7 s           |
| 8.º | Alex Baudin            | Decathlon-AG2R La Mondiale | + 7 s           |
| 9.º | Aurélien Paret-Peintre | Decathlon-AG2R La Mondiale | + 7 s           |
| 10.º | Jenno Berckmoes        | Lotto Dstny                | + 11 s          |

| \| Clasificación general \| Clasificación general \| Clasificación general \| Clasificación general \| Clasificación general \| \| Ciclista \| Ciclista \| Equipo \| Tiempo \| \| \| --------------------- \| ---------------------- \| -------------------------- \| --------------------- \| --------------------- \| \| 1.º \| Axel Laurance \| Alpecin-Deceuninck \| 3 h 57 min 00 s \| \| \| 2.º \| Mads Pedersen \| Lidl-Trek \| + 4 s \| \| \| 3.º \| Kévin Vauquelin \| Arkéa-B&B Hotels \| + 6 s \| \| \| 4.º \| Kevin Geniets \| Groupama-FDJ \| + 10 s \| \| \| 5.º \| Rémy Rochas \| Groupama-FDJ \| + 14 s \| \| \| 6.º \| Brent Van Moer \| Lotto Dstny \| + 14 s \| \| \| 7.º \| Benoît Cosnefroy \| Decathlon-AG2R La Mondiale \| + 17 s \| \| \| 8.º \| Alex Baudin \| Decathlon-AG2R La Mondiale \| + 17 s \| \| \| 9.º \| Aurélien Paret-Peintre \| Decathlon-AG2R La Mondiale \| + 17 s \| \| \| 10.º \| Jenno Berckmoes \| Lotto Dstny \| + 21 s \| \| |                        |                            |                 |
| |                        |                            |                 |
| Fuente: ProCyclingStats |                        |                            |                 |
| Clasificación general |                        |                            |                 |
| Ciclista | Ciclista               | Equipo                     | Tiempo          |
| 1.º | Axel Laurance          | Alpecin-Deceuninck         | 3 h 57 min 00 s |
| 2.º | Mads Pedersen          | Lidl-Trek                  | + 4 s           |
| 3.º | Kévin Vauquelin        | Arkéa-B&B Hotels           | + 6 s           |
| 4.º | Kevin Geniets          | Groupama-FDJ               | + 10 s          |
| 5.º | Rémy Rochas            | Groupama-FDJ               | + 14 s          |
| 6.º | Brent Van Moer         | Lotto Dstny                | + 14 s          |
| 7.º | Benoît Cosnefroy       | Decathlon-AG2R La Mondiale | + 17 s          |
| 8.º | Alex Baudin            | Decathlon-AG2R La Mondiale | + 17 s          |
| 9.º | Aurélien Paret-Peintre | Decathlon-AG2R La Mondiale | + 17 s          |
| 10.º | Jenno Berckmoes        | Lotto Dstny                | + 21 s          |

### 3.ª etapa
| Bessèges - Bessèges | etapa escarpada | (161,11 km) |

| \| Clasificación de la etapa \| Clasificación de la etapa \| Clasificación de la etapa \| Clasificación de la etapa \| Clasificación de la etapa \| \| Ciclista \| Ciclista \| Equipo \| Tiempo \| \| \| ------------------------- \| ------------------------- \| --------------------------- \| ------------------------- \| ------------------------- \| \| 1.º \| Mads Pedersen \| Lidl-Trek \| 3 h 43 min 54 s \| \| \| 2.º \| Milan Menten \| Lotto Dstny \| + 0 s \| \| \| 3.º \| Rasmus Tiller \| Uno-X Mobility \| + 0 s \| \| \| 4.º \| Sandy Dujardin \| TotalEnergies \| + 0 s \| \| \| 5.º \| Benoît Cosnefroy \| Decathlon-AG2R La Mondiale \| + 0 s \| \| \| 6.º \| Samuel Leroux \| Van Rysel-Roubaix \| + 0 s \| \| \| 7.º \| Axel Laurance \| Alpecin-Deceuninck \| + 0 s \| \| \| 8.º \| Kenneth Van Rooy \| Bingoal WB \| + 0 s \| \| \| 9.º \| Maxime Jarnet \| Van Rysel-Roubaix \| + 0 s \| \| \| 10.º \| Alexandre Delettre \| Saint Michel-Mavic-Auber 93 \| + 0 s \| \| |                    |                             |                 |
| |                    |                             |                 |
| Fuente: ProCyclingStats |                    |                             |                 |
| Clasificación de la etapa |                    |                             |                 |
| Ciclista | Ciclista           | Equipo                      | Tiempo          |
| 1.º | Mads Pedersen      | Lidl-Trek                   | 3 h 43 min 54 s |
| 2.º | Milan Menten       | Lotto Dstny                 | + 0 s           |
| 3.º | Rasmus Tiller      | Uno-X Mobility              | + 0 s           |
| 4.º | Sandy Dujardin     | TotalEnergies               | + 0 s           |
| 5.º | Benoît Cosnefroy   | Decathlon-AG2R La Mondiale  | + 0 s           |
| 6.º | Samuel Leroux      | Van Rysel-Roubaix           | + 0 s           |
| 7.º | Axel Laurance      | Alpecin-Deceuninck          | + 0 s           |
| 8.º | Kenneth Van Rooy   | Bingoal WB                  | + 0 s           |
| 9.º | Maxime Jarnet      | Van Rysel-Roubaix           | + 0 s           |
| 10.º | Alexandre Delettre | Saint Michel-Mavic-Auber 93 | + 0 s           |

| \| Clasificación general \| Clasificación general \| Clasificación general \| Clasificación general \| Clasificación general \| \| Ciclista \| Ciclista \| Equipo \| Tiempo \| \| \| --------------------- \| ---------------------- \| -------------------------- \| --------------------- \| --------------------- \| \| 1.º \| Mads Pedersen \| Lidl-Trek \| 7 h 40 min 48 s \| \| \| 2.º \| Axel Laurance \| Alpecin-Deceuninck \| + 6 s \| \| \| 3.º \| Kévin Vauquelin \| Arkéa-B&B Hotels \| + 12 s \| \| \| 4.º \| Kevin Geniets \| Groupama-FDJ \| + 16 s \| \| \| 5.º \| Brent Van Moer \| Lotto Dstny \| + 20 s \| \| \| 6.º \| Rémy Rochas \| Groupama-FDJ \| + 20 s \| \| \| 7.º \| Benoît Cosnefroy \| Decathlon-AG2R La Mondiale \| + 23 s \| \| \| 8.º \| Aurélien Paret-Peintre \| Decathlon-AG2R La Mondiale \| + 23 s \| \| \| 9.º \| Alex Baudin \| Decathlon-AG2R La Mondiale \| + 23 s \| \| \| 10.º \| Jenno Berckmoes \| Lotto Dstny \| + 27 s \| \| |                        |                            |                 |
| |                        |                            |                 |
| Fuente: ProCyclingStats |                        |                            |                 |
| Clasificación general |                        |                            |                 |
| Ciclista | Ciclista               | Equipo                     | Tiempo          |
| 1.º | Mads Pedersen          | Lidl-Trek                  | 7 h 40 min 48 s |
| 2.º | Axel Laurance          | Alpecin-Deceuninck         | + 6 s           |
| 3.º | Kévin Vauquelin        | Arkéa-B&B Hotels           | + 12 s          |
| 4.º | Kevin Geniets          | Groupama-FDJ               | + 16 s          |
| 5.º | Brent Van Moer         | Lotto Dstny                | + 20 s          |
| 6.º | Rémy Rochas            | Groupama-FDJ               | + 20 s          |
| 7.º | Benoît Cosnefroy       | Decathlon-AG2R La Mondiale | + 23 s          |
| 8.º | Aurélien Paret-Peintre | Decathlon-AG2R La Mondiale | + 23 s          |
| 9.º | Alex Baudin            | Decathlon-AG2R La Mondiale | + 23 s          |
| 10.º | Jenno Berckmoes        | Lotto Dstny                | + 27 s          |

### 4.ª etapa
| Méjannes-le-Clap - Méjannes-le-Clap | etapa escarpada | (158,48 km) |

| \| Clasificación de la etapa \| Clasificación de la etapa \| Clasificación de la etapa \| Clasificación de la etapa \| Clasificación de la etapa \| \| Ciclista \| Ciclista \| Equipo \| Tiempo \| \| \| ------------------------- \| ------------------------- \| -------------------------- \| ------------------------- \| ------------------------- \| \| 1.º \| Samuel Leroux \| Van Rysel-Roubaix \| 3 h 28 min 32 s \| \| \| 2.º \| Stefan Bissegger \| EF Education-EasyPost \| + 0 s \| \| \| 3.º \| Dries De Bondt \| Decathlon-AG2R La Mondiale \| + 0 s \| \| \| 4.º \| Jonas Hvideberg \| Uno-X Mobility \| + 2 s \| \| \| 5.º \| Magnus Cort \| Uno-X Mobility \| + 2 s \| \| \| 6.º \| Alberto Bettiol \| EF Education-EasyPost \| + 2 s \| \| \| 7.º \| Jenno Berckmoes \| Lotto Dstny \| + 2 s \| \| \| 8.º \| Rasmus Tiller \| Uno-X Mobility \| + 2 s \| \| \| 9.º \| Mads Pedersen \| Lidl-Trek \| + 2 s \| \| \| 10.º \| Timo Kielich \| Alpecin-Deceuninck \| + 2 s \| \| |                  |                            |                 |
| |                  |                            |                 |
| Fuente: ProCyclingStats |                  |                            |                 |
| Clasificación de la etapa |                  |                            |                 |
| Ciclista | Ciclista         | Equipo                     | Tiempo          |
| 1.º | Samuel Leroux    | Van Rysel-Roubaix          | 3 h 28 min 32 s |
| 2.º | Stefan Bissegger | EF Education-EasyPost      | + 0 s           |
| 3.º | Dries De Bondt   | Decathlon-AG2R La Mondiale | + 0 s           |
| 4.º | Jonas Hvideberg  | Uno-X Mobility             | + 2 s           |
| 5.º | Magnus Cort      | Uno-X Mobility             | + 2 s           |
| 6.º | Alberto Bettiol  | EF Education-EasyPost      | + 2 s           |
| 7.º | Jenno Berckmoes  | Lotto Dstny                | + 2 s           |
| 8.º | Rasmus Tiller    | Uno-X Mobility             | + 2 s           |
| 9.º | Mads Pedersen    | Lidl-Trek                  | + 2 s           |
| 10.º | Timo Kielich     | Alpecin-Deceuninck         | + 2 s           |

| \| Clasificación general \| Clasificación general \| Clasificación general \| Clasificación general \| Clasificación general \| \| Ciclista \| Ciclista \| Equipo \| Tiempo \| \| \| --------------------- \| ---------------------- \| -------------------------- \| --------------------- \| --------------------- \| \| 1.º \| Mads Pedersen \| Lidl-Trek \| 11 h 09 min 22 s \| \| \| 2.º \| Axel Laurance \| Alpecin-Deceuninck \| + 6 s \| \| \| 3.º \| Kévin Vauquelin \| Arkéa-B&B Hotels \| + 12 s \| \| \| 4.º \| Kevin Geniets \| Groupama-FDJ \| + 16 s \| \| \| 5.º \| Brent Van Moer \| Lotto Dstny \| + 20 s \| \| \| 6.º \| Rémy Rochas \| Groupama-FDJ \| + 20 s \| \| \| 7.º \| Benoît Cosnefroy \| Decathlon-AG2R La Mondiale \| + 23 s \| \| \| 8.º \| Aurélien Paret-Peintre \| Decathlon-AG2R La Mondiale \| + 23 s \| \| \| 9.º \| Alex Baudin \| Decathlon-AG2R La Mondiale \| + 23 s \| \| \| 10.º \| Jenno Berckmoes \| Lotto Dstny \| + 27 s \| \| |                        |                            |                  |
| |                        |                            |                  |
| Fuente: ProCyclingStats |                        |                            |                  |
| Clasificación general |                        |                            |                  |
| Ciclista | Ciclista               | Equipo                     | Tiempo           |
| 1.º | Mads Pedersen          | Lidl-Trek                  | 11 h 09 min 22 s |
| 2.º | Axel Laurance          | Alpecin-Deceuninck         | + 6 s            |
| 3.º | Kévin Vauquelin        | Arkéa-B&B Hotels           | + 12 s           |
| 4.º | Kevin Geniets          | Groupama-FDJ               | + 16 s           |
| 5.º | Brent Van Moer         | Lotto Dstny                | + 20 s           |
| 6.º | Rémy Rochas            | Groupama-FDJ               | + 20 s           |
| 7.º | Benoît Cosnefroy       | Decathlon-AG2R La Mondiale | + 23 s           |
| 8.º | Aurélien Paret-Peintre | Decathlon-AG2R La Mondiale | + 23 s           |
| 9.º | Alex Baudin            | Decathlon-AG2R La Mondiale | + 23 s           |
| 10.º | Jenno Berckmoes        | Lotto Dstny                | + 27 s           |

### 5.ª etapa
| Alès - Alès | contrarreloj individual | (10,645 km) |

| \| Clasificación de la etapa \| Clasificación de la etapa \| Clasificación de la etapa \| Clasificación de la etapa \| Clasificación de la etapa \| \| Ciclista \| Ciclista \| Equipo \| Tiempo \| \| \| ------------------------- \| ------------------------- \| -------------------------- \| ------------------------- \| ------------------------- \| \| 1.º \| Kévin Vauquelin \| Arkéa-B&B Hotels \| 15 min 02 s \| \| \| 2.º \| Mads Pedersen \| Lidl-Trek \| + 10 s \| \| \| 3.º \| Alberto Bettiol \| EF Education-EasyPost \| + 14 s \| \| \| 4.º \| Ben Healy \| EF Education-EasyPost \| + 22 s \| \| \| 5.º \| Sean Quinn \| EF Education-EasyPost \| + 24 s \| \| \| 6.º \| Simon Carr \| EF Education-EasyPost \| + 27 s \| \| \| 7.º \| Stefan Bissegger \| EF Education-EasyPost \| + 36 s \| \| \| 8.º \| Toms Skujiņš \| Lidl-Trek \| + 37 s \| \| \| 9.º \| Aurélien Paret-Peintre \| Decathlon-AG2R La Mondiale \| + 38 s \| \| \| 10.º \| Jenno Berckmoes \| Lotto Dstny \| + 39 s \| \| |                        |                            |             |
| |                        |                            |             |
| Fuente: ProCyclingStats |                        |                            |             |
| Clasificación de la etapa |                        |                            |             |
| Ciclista | Ciclista               | Equipo                     | Tiempo      |
| 1.º | Kévin Vauquelin        | Arkéa-B&B Hotels           | 15 min 02 s |
| 2.º | Mads Pedersen          | Lidl-Trek                  | + 10 s      |
| 3.º | Alberto Bettiol        | EF Education-EasyPost      | + 14 s      |
| 4.º | Ben Healy              | EF Education-EasyPost      | + 22 s      |
| 5.º | Sean Quinn             | EF Education-EasyPost      | + 24 s      |
| 6.º | Simon Carr             | EF Education-EasyPost      | + 27 s      |
| 7.º | Stefan Bissegger       | EF Education-EasyPost      | + 36 s      |
| 8.º | Toms Skujiņš           | Lidl-Trek                  | + 37 s      |
| 9.º | Aurélien Paret-Peintre | Decathlon-AG2R La Mondiale | + 38 s      |
| 10.º | Jenno Berckmoes        | Lotto Dstny                | + 39 s      |

## Clasificaciones finales
- Las clasificaciones finalizaron de la siguiente forma:[6]

### Clasificación general
| \| Clasificación general \| Clasificación general \| Clasificación general \| Clasificación general \| Clasificación general \| \| Ciclista \| Ciclista \| Equipo \| Tiempo \| \| \| --------------------- \| ---------------------- \| -------------------------- \| --------------------- \| --------------------- \| \| 1.º \| Mads Pedersen \| Lidl-Trek \| 11 h 00 min 58 s \| \| \| 2.º \| Kévin Vauquelin \| Arkéa-B&B Hotels \| + 2 s \| \| \| 3.º \| Alberto Bettiol \| EF Education-EasyPost \| + 32 s \| \| \| 4.º \| Ben Healy \| EF Education-EasyPost \| + 43 s \| \| \| 5.º \| Rémy Rochas \| Groupama-FDJ \| + 51 s \| \| \| 6.º \| Aurélien Paret-Peintre \| Decathlon-AG2R La Mondiale \| + 51 s \| \| \| 7.º \| Alex Baudin \| Decathlon-AG2R La Mondiale \| + 54 s \| \| \| 8.º \| Jenno Berckmoes \| Lotto Dstny \| + 56 s \| \| \| 9.º \| Brent Van Moer \| Lotto Dstny \| + 58 s \| \| \| 10.º \| Kevin Geniets \| Groupama-FDJ \| + 59 s \| \| |                        |                            |                  |
| |                        |                            |                  |
| Fuente: ProCyclingStats |                        |                            |                  |
| Clasificación general |                        |                            |                  |
| Ciclista | Ciclista               | Equipo                     | Tiempo           |
| 1.º | Mads Pedersen          | Lidl-Trek                  | 11 h 00 min 58 s |
| 2.º | Kévin Vauquelin        | Arkéa-B&B Hotels           | + 2 s            |
| 3.º | Alberto Bettiol        | EF Education-EasyPost      | + 32 s           |
| 4.º | Ben Healy              | EF Education-EasyPost      | + 43 s           |
| 5.º | Rémy Rochas            | Groupama-FDJ               | + 51 s           |
| 6.º | Aurélien Paret-Peintre | Decathlon-AG2R La Mondiale | + 51 s           |
| 7.º | Alex Baudin            | Decathlon-AG2R La Mondiale | + 54 s           |
| 8.º | Jenno Berckmoes        | Lotto Dstny                | + 56 s           |
| 9.º | Brent Van Moer         | Lotto Dstny                | + 58 s           |
| 10.º | Kevin Geniets          | Groupama-FDJ               | + 59 s           |

### Clasificación de los puntos
| Clasificación por puntos | Clasificación por puntos | Clasificación por puntos | Clasificación por puntos | Clasificación por puntos |
| Ciclista                 | Ciclista                 | Equipo                   | Puntos                   |                          |
| ------------------------ | ------------------------ | ------------------------ | ------------------------ | ------------------------ |
| 1.º                      | Mads Pedersen            | Lidl-Trek                | 72 pts                   |                          |
| 2.º                      | Kévin Vauquelin          | Arkéa-B&B Hotels         | 42 pts                   |                          |
| 3.º                      | Axel Laurance            | Alpecin-Deceuninck       | 37 pts                   |                          |
| 4.º                      | Samuel Leroux            | Van Rysel-Roubaix        | 35 pts                   |                          |
| 5.º                      | Alberto Bettiol          | EF Education-EasyPost    | 30 pts                   |                          |

### Clasificación de la montaña
| Clasificación de la montaña | Clasificación de la montaña | Clasificación de la montaña | Clasificación de la montaña | Clasificación de la montaña |
| Ciclista                    | Ciclista                    | Equipo                      | Puntos                      |                             |
| --------------------------- | --------------------------- | --------------------------- | --------------------------- | --------------------------- |
| 1.º                         | Jonas Abrahamsen            | Uno-X Mobility              | 42 pts                      |                             |
| 2.º                         | Jean-Louis Le Ny            | Nice Métropole Côte d'Azur  | 16 pts                      |                             |
| 3.º                         | Alexis Gougeard             | Cofidis                     | 14 pts                      |                             |
| 4.º                         | Simon Carr                  | EF Education-EasyPost       | 14 pts                      |                             |
| 5.º                         | Dries De Bondt              | Decathlon-AG2R La Mondiale  | 12 pts                      |                             |

### Clasificación de los jóvenes
| Clasificación del mejor joven | Clasificación del mejor joven | Clasificación del mejor joven | Clasificación del mejor joven | Clasificación del mejor joven |
| Ciclista                      | Ciclista                      | Equipo                        | Tiempo                        |                               |
| ----------------------------- | ----------------------------- | ----------------------------- | ----------------------------- | ----------------------------- |
| 1.º                           | Kévin Vauquelin               | Arkéa-B&B Hotels              | 11 h 24 min 36 s              |                               |
| 2.º                           | Alex Baudin                   | Decathlon-AG2R La Mondiale    | + 52 s                        |                               |
| 3.º                           | Jenno Berckmoes               | Lotto Dstny                   | + 54 s                        |                               |
| 4.º                           | Axel Laurance                 | Alpecin-Deceuninck            | + 1 min 01 s                  |                               |
| 5.º                           | Alec Segaert                  | Lotto Dstny                   | + 1 min 29 s                  |                               |

### Clasificación por equipos
| Clasificación por equipos | Clasificación por equipos  | Clasificación por equipos | Clasificación por equipos |
| Equipo                    | Equipo                     | Tiempo                    |                           |
| ------------------------- | -------------------------- | ------------------------- | ------------------------- |
| 1.º                       | Decathlon-AG2R La Mondiale | 34 h 16 min 26 s          |                           |
| 2.º                       | Groupama-FDJ               | + 24 s                    |                           |
| 3.º                       | Lotto Dstny                | + 41 s                    |                           |
| 4.º                       | EF Education-EasyPost      | + 53 s                    |                           |
| 5.º                       | Cofidis                    | + 1 min 55 s              |                           |

## Evolución de las clasificaciones
| Etapa                   |                         | Ganador _       | Clasificación general | Puntos        | Montaña          | Jóvenes         | Equipo _                   |
| ----------------------- | ----------------------- | --------------- | --------------------- | ------------- | ---------------- | --------------- | -------------------------- |
| 1.ª etapa               | etapa llana             | etapa cancelada | no otorgado           | no otorgado   | no otorgado      | no otorgado     | no otorgado                |
| 2.ª etapa               | etapa escarpada         | Axel Laurance   | Axel Laurance         | Axel Laurance | Jean-Louis Le Ny | Axel Laurance   | Groupama-FDJ               |
| 3.ª etapa               | etapa escarpada         | Mads Pedersen   | Mads Pedersen         | Mads Pedersen | Jonas Abrahamsen | Axel Laurance   | Groupama-FDJ               |
| 4.ª etapa               | etapa escarpada         | Samuel Leroux   | Mads Pedersen         | Mads Pedersen | Jonas Abrahamsen | Axel Laurance   | Decathlon-AG2R La Mondiale |
| 5.ª etapa               | contrarreloj individual | Kévin Vauquelin | Mads Pedersen         | Mads Pedersen | Jonas Abrahamsen | Kévin Vauquelin | Decathlon-AG2R La Mondiale |
| Clasificaciones finales | Clasificaciones finales |                 | Mads Pedersen         | Mads Pedersen | Jonas Abrahamsen | Kévin Vauquelin | Decathlon-AG2R La Mondiale |

## Ciclistas participantes y posiciones finales[3]
Convenciones:
- AB-N: Abandono en la etapa "N"
- FLT-N: Retiro por llegada fuera del límite de tiempo en la etapa "N"
- NTS-N: No tomó la salida para la etapa "N"
- DES-N: Descalificado o expulsado en la etapa "N"

## UCI World Ranking
La Estrella de Bessèges otorgó puntos para el UCI World Ranking para corredores de los equipos en las categorías UCI WorldTeam, UCI ProTeam y Continental. Las siguientes tablas son el baremo de puntuación y los diez corredores que obtuvieron más puntos:
| Posición              | 1.º | 2.º | 3.º | 4.º | 5.º | 6.º | 7.º | 8.º | 9.º | 10.º | 11.º | 12.º | 13.º-15.º | 16.º-25.º |
| Clasificación general | 125 | 85  | 70  | 60  | 50  | 40  | 35  | 30  | 25  | 20   | 15   | 10   | 5         | 3         |
| Por etapa             | 14  | 5   | 3   |     |     |     |     |     |     |      |      |      |           |           |
| Líder                 | 3   |     |     |     |     |     |     |     |     |      |      |      |           |           |

| Clasificación |                        |                            |         |       |       |       |
| Posición      | Ciclista               | Equipo                     | General | Etapa | Líder | Total |
| ------------- | ---------------------- | -------------------------- | ------- | ----- | ----- | ----- |
| 1.º           | Mads Pedersen          | Lidl-Trek                  | 125     | 24    | 6     | 155   |
| 2.º           | Kévin Vauquelin        | Arkéa-B&B Hotels           | 85      | 17    | -     | 102   |
| 3.º           | Alberto Bettiol        | EF Education-EasyPost      | 70      | 3     | -     | 73    |
| 4.º           | Ben Healy              | EF Education-EasyPost      | 60      | -     | -     | 60    |
| 5.º           | Rémy Rochas            | Groupama-FDJ               | 50      | -     | -     | 50    |
| 6.º           | Aurélien Paret-Peintre | Decathlon AG2R La Mondiale | 40      | -     | -     | 40    |
| 7.º           | Alex Baudin            | Decathlon AG2R La Mondiale | 35      | -     | -     | 35    |
| 8.º           | Jenno Berckmoes        | Lotto Dstny                | 30      | -     | -     | 30    |
| 9.º           | Axel Laurance          | Alpecin-Deceuninck         | 10      | 14    | 3     | 27    |
| 10.º          | Brent Van Moer         | Lotto Dstny                | 25      | -     | -     | 25    |